# William Alatalo
William Alatalo (Ilmajoki, 19 april 2002) is een Finse autocoureur.

## Carrière
Alatalo begon zijn autosportcarrière in het karting in 2009. Hij had een succesvolle kartcarrière en won het Finse kampioenschap in Cadet (2010), Raket (2014) en OKJ-klassen (2016).
In 2017 maakte Alatalo zijn debuut in het formuleracing in de Formule STCC Nordic bij het team Kart In Club Driving Academy. Hij won een race op de Scandinavian Raceway en eindigde het seizoen als vijfde met 142 punten.
Alatalo maakte in 2018 de overstap naar het Italiaans Formule 4-kampioenschap, waar hij twee jaar reed voor Mücke Motorsport. In zijn eerste seizoen won hij een race op het Autodromo Nazionale Monza en behaalde hij op hetzelfde circuit nog een podiumplaats. Met 106 punten werd hij achtste in het klassement. In 2019 waren vier vierde plaatsen zijn beste klasseringen gedurende de races en werd hij met 118 punten negende in de eindstand. In 2019 reed hij tevens in een weekend van het ADAC Formule 4-kampioenschap bij Mücke, waarin hij op de Red Bull Ring twee podiumplaatsen behaalde. Hij eindigde het seizoen in de FIA Motorsport Games, waarin hij in de Formule 4-klasse uitkwam voor zijn nationale team op het Autodromo Vallelunga. Hij werd vijfde in de kwalificatierace en eindigde de hoofdrace uiteindelijk als derde.
In 2020 deed Alatalo mee aan de Eurocup Formule Renault 2.0 voor het team JD Motorsport. Hij behaalde twee podia en een pole position in het weekend op het Autodromo Enzo e Dino Ferrari. Hij eindigde als achtste in het klassement met 92 punten. In 2021 bleef Alatalo in deze klasse rijden, die werd hernoemd naar het Formula Regional European Championship, bij het team Arden Motorsport. Hij behaalde een enkele podiumfinish op het Circuit Paul Ricard en werd met 91 punten elfde in het eindklassement.
In 2022 debuteerde Alatalo in het FIA Formule 3-kampioenschap bij het team Jenzer Motorsport. Hij kende zijn beste wekeend op het Circuit de Spa-Francorchamps, met een zesde en zevende plaats in de races. Met 24 punten werd hij achttiende in de eindstand. Aan het eind van het jaar keerde hij eenmalig terug naar het Formula Regional European Championship tijdens de seizoensafsluiter op het Circuit Mugello als gastcoureur bij KIC Motorsport.